# Ustawa Elkinsa
Ustawa Elkinsa (ang. Elkins Act) – amerykańska ustawa z 1903 roku. Nałożyła na spółki kolejowe zakaz udzielania rabatów wybranym klientom.